# Anoides tricolor
Anoides tricolor es un coleóptero de la familia Chrysomelidae. Fue descrita científicamente por primera vez en 1940 por Laboissiere.